# Phalascusa pardalis
Phalascusa pardalis är en insektsart som först beskrevs av Gerstaecker 1888.  Phalascusa pardalis ingår i släktet Phalascusa och familjen fjärilsländor. Inga underarter finns listade i Catalogue of Life.